# Alban Knecht
Alban Knecht (* im Juni 1968 in Gräfelfing) ist ein deutscher Soziologe und Sozialpädagoge.

## Leben
Knecht studierte Volkswirtschaft an den Universitäten München und Freiburg, Soziale Arbeit an der Hochschule München und Soziologie und Sozialpsychologie an der Universität München. 2011 wurde er dort bei Angelika Poferl promoviert. In seiner Dissertation Lebensqualität produzieren beschäftigte er sich mit den theoretischen Grundlagen der Wohlfahrtsstaats- und Lebensqualitätsforschung.
Ab 2008 war er Lehrbeauftragter an der Fakultät für Sozialwissenschaften der Hochschule für angewandte Wissenschaften München. Aus einer Schreibwerkstatt mit Studierenden kurz vor dem Abschluss ging unter seiner Leitung 2010 das Buch Gesichter der Armut hervor. Entstanden waren 14 Geschichten („Miniaturen“), die individuelle Wege in Armut nachzeichnen.
Ab 2012 unterrichtete und forschte Knecht an der Universität Linz, am FH Campus Wien und der Universität Wien. Seit 2019 arbeitete er am Institut für Erziehungswissenschaften und Bildungsforschung im Arbeitsbereich Sozialpädagogik und Inklusionsforschung der Alpen-Adria-Universität Klagenfurt/Celovec. 2024 habilitierte er sich mit einer Schrift über die Beschäftigungsförderung Jugendlicher an der Universität Wuppertal. Seit Mai 2025 ist er Professor an der Bertha von Suttner Privatuniversität, St. Pölten. Seine Forschungsschwerpunkte sind Armutsforschung, Sozialpolitik, Lebensqualitätsforschung sowie die Entwicklung einer sozialpolitischen Ressourcentheorie. Er untersuchte auch Formen informeller Arbeit, wie das Phänomen Flaschensammeln in den Städten.
Alban Knecht ist Mitglied im österreichischen Netzwerk Die Armutskonferenz.

## Veröffentlichungen (Auswahl)
Als Autor
- Bürgergeld. Armut bekämpfen ohne Sozialhilfe. Negative  Einkommensteuer, Kombilohn, Bürgerarbeit und RMI als neue Wege. Haupt Verlag, Bern/Wien/Stuttgart 2002, ISBN 3-258-06487-3.
- Lebensqualität produzieren. Ressourcentheorie und Machtanalyse des Wohlfahrtsstaats. VS-Verlag, Wiesbaden 2010, ISBN 978-3-531-17636-9.
- Beschämung von Armutsbetroffenen – Erfahrungen und Gegenstrategien. In: Soziale Arbeit, 68. Jg., H. 9, Sept. 2017, S. 342–349 (PDF).
- Mit Sozialpolitik regieren – Eine ressourcentheoretische Policy-Analyse der Beschäftigungsförderung benachteiligter Jugendlicher in Österreich (= Schriftenreihe der ÖFEB-Sektion Sozialpädagogik, Bd. 14). Verlag Barbara Budrich, Opladen/Berlin/Toronto 2024, doi:10.3224/84743041 (PDF).
- Social Work in the Changing Welfare State. A Policy Analysis of Active Labour Market Policies for Disadvantaged Youth in Austria (= Book Series of the Social Pedagogy of ÖFEB, Vol. 15). Verlag Barbara Budrich, Opladen/Berlin/Toronto 2024, doi:10.3224/84743053 (PDF).

Als Herausgeber
- Gesichter der Armut. Vierzehn Miniaturen. Schriftenreihe Münchener Hochschulschriften für Angewandte Sozialwissenschaften, Bd. 2. AG SPAK Bücher des Vereins für die Förderung der sozialpolitischen Arbeit, Neu-Ulm 2010, ISBN 978-3-940865-12-0.
- mit Franz-Christian Schubert: Ressourcen im Sozialstaat und in der Sozialen Arbeit. Zuteilung – Förderung – Aktivierung. Kohlhammer, Stuttgart 2012, ISBN 978-3-17-021810-9.
- mit Philipp Catterfeld: Flaschensammeln. Überleben in der Stadt. Herbert von Halem Verlag, Köln 2015, ISBN 978-3-7445-0983-1.
- mit Verena Fabris, Michaela Moser, Robert Rybaczek-Schwarz u. a.: Achtung. Abwertung hat System. Vom Ringen um Anerkennung, Wertschätzung und Würde. Herausgegeben von Die Armutskonferenz, ÖGB Verlag, Wien 2018, ISBN 978-3-99046-395-6.
- mit Armutskonferenz, Margit Appel, Verena Fabris, Michaela Moser u. a.: Stimmen gegen Armut. Weil soziale Ungleichheit und Ausgrenzung die Demokratie gefährdet. BoD, Norderstedt 2020, ISBN 978-3-7526-9053-8.
- mit Armutskonferenz, Margit Appel, Verena Fabris, Gunter Graf u. a.: Es brennt. Armut bekämpfen, Klima retten. BoD, Norderstedt 2022, ISBN 978-3-7481-8361-7.
- mit Anja Kerle, Fabian Kessl: Armutsdiskurse. Perspektiven aus Medien, Politik und Sozialer Arbeit. transcript, Bielefeld 2025, ISBN 978-3-8376-7118-6 doi:10.14361/9783839471180 (PDF).